# Телемаркетинг
Телемаркетинг (англ. telemarketing) — это вид прямого маркетинга без посредников, при котором общение продавца и покупателя происходит с помощью средств телефонии. В более узком смысле, телемаркетинг — это продажа товаров или услуг по телефону.
Цель телемаркетинга – упрощение коммуникации с аудиторией, упрощение продаж и возможность оперативного получения информации из первых уст.

## История возникновения
Телефон был запатентован как изобретение и начал входить в человеческую жизнь в конце XIX века. Но менее чем через сто лет телефонная связь пережила второе рождение — её открыли для себя производители потребительских товаров и услуг.
Термин «телемаркетинг» впервые стал использоваться компанией «Bell Systems» для описания своих услуг в 70-х годах прошлого века.

## Виды телемаркетинга
Телемаркетинг можно разделить на входящий и исходящий.
Цель входящего телемаркетинга — анализ и обработка имеющейся информации для поддержания и повышения уровня продаж. Примером входящего телемаркетинга может служить услуга «горячая линия», оказывающая справочные и консультативные услуги потенциальным и действующим клиентам. При входящем телемаркетинге, покупатель сам обращается к продавцу.
Цель исходящего телемаркетинга — увеличение уровня продаж и получение новой информации, используемой для повышения уровня продаж, через прямой контакт с потенциальными клиентами. При исходящем телемаркетинге продавец ищет своего покупателя. В этом случае особое значение имеет база данных контактов: её актуальность, качество и насколько целевые контакты там содержатся.

## Сферы использования
Целями телемаркетинга могут быть:
1. Продажи по телефону
2. Выявление потребностей клиентов
3. Информирование потенциальных клиентов
4. Сбор и актуализация данных о клиентах
5. Проведение опросов, анкетирования
6. Организация деловых встреч между менеджерами компаний и потенциальными клиентами
7. Продолжение работы после проведения других рекламных мероприятий в рамках директ-маркетинга
8. Предпродажное и послепродажное обслуживание

## Преимущества и недостатки телемаркетинга
Преимущества телемаркетинга:
- Прямой контакт с клиентом
- Возможность максимально четко определить целевую аудиторию, вследствие чего вы получаете больше заинтересованных клиентов, чем резко повышаете эффективность маркетинговых мероприятий
- Экономия времени при работе с большим количеством потенциальных клиентов
- Быстрое расширение клиентской базы
- Контроль процесса продаж

Недостатки телемаркетинга связаны с недостаточной мотивированностью операторов, занятых опросами, а также  их непрофессионализмом. Необходим тщательный отбор потенциальных клиентов: звонить надо только тем, кто скорее всего заинтересуется вашим предложением. 

## Телемаркетинг в мире
Количество компаний, предлагающих услуги телемаркетинга, в мире с каждым годом увеличивается. По данным различных маркетинговых исследований страна лидер в области телемаркетинга — Соединенные Штаты Америки. По данным аналитиков компании Teleperformance, последние несколько лет этот рынок ежегодно увеличивается на 10 %. В контакт центрах занято около 4 % трудоспособного населения страны.
Чуть менее популярен телемаркетинг в странах Европы, так как активный рост этого рынка начался там сравнительно недавно. Несмотря на это, в Великобритании рынок телемаркетинга относят к числу наиболее динамично развивающихся отраслей экономики.

## Телемаркетинг в России
В настоящее время в России рынок телемаркетинга пока находятся на стадии становления: формируется спрос и предложение. Но все эксперты уверены, что у российского рынка огромный потенциал: с 2001 года объем рынка вырос почти в 80 раз. По данным аналитиков компании Teleperformance, ежегодно рост рынка составляет по разным данным от 40 % до 100 %, и сейчас Россия занимает второе место в Европе по темпам развития этой отрасли. В контактных центрах РФ занято 0,6 % всего трудоспособного населения.
Согласно данным консалтинговой компании Frost & Sullivan развитие данного рынка в России довольно сильно сдерживает низкий уровень развития инфраструктуры, в особенности широкополосного доступа в Интернет.
Аналитики компании Телеконтакт посчитали, что в 2014 году более 60 % рынка телемаркетинга приходится на продажу банковских продуктов и услуг широкополосного доступа в интернет.

## Информационные системы для телемаркетинга
Доминирующее положение на данном рынке занимают такие иностранные компании как Avaya, Cisco, Genesys, Alcatel-Lucent и Nortel.
Наряду с зарубежными разработчиками решений для телемаркетинга, активную борьбу за рынок ведут и российские производители. Российские разработчики предлагают корпоративным заказчикам различные продукты: от распространяемых по бизнес-модели SaaS до целых программно-аппаратных комплексов. Различаются они как по способу предоставления, так и по функционалу.
Основные функциональные возможности информационных систем для телемаркетинга:
- Возможность совершения исходящих звонков
- Прием входящих звонков, их автоматическая обработки и распределение по операторам
- Визуализация на рабочем компьютере оператора информации о поступившем или исходящем звонке
- Возможность автоматизации набор номера
- Отражение состояния операторов
- Формирование отчётов по выполненным и принятым звонкам, контроль качества работы операторов
- Планирования расписания рабочих смен операторов
- Запись разговоров